# 向丘 (文京区)
向丘（むこうがおか）は、東京都文京区の町名。現行行政地名は向丘一丁目および向丘二丁目。住居表示実施済区域。

## 地理
主に住宅地として利用され、文京学院大学などが所在する。他にも、東京都立向丘高等学校、郁文館中学校・高等学校、郁文館グローバル高等学校、文京区立第六中学校など教育機関が多い。

### 地価
住宅地の地価は、2025年（令和7年）1月1日の公示地価によれば、向丘1-15-7の地点で104万円/m2となっている。

## 歴史
駒込東片町、駒込肴町、駒込蓬莱町、駒込追分町、駒込浅嘉町などが合併し成立。

### 地名の由来
上野の忍ヶ岡辺りから不忍池を隔て向こう側に開ける台地ということでこの名がついたといわれる。夏目漱石が住んでいたことがある。

## 世帯数と人口
2025年（令和7年）3月1日現在（文京区発表）の世帯数と人口は以下の通りである。
| 丁目       | 世帯数    | 人口    |
| ---------- | --------- | ------- |
| 向丘一丁目 | 1,998世帯 | 3,815人 |
| 向丘二丁目 | 1,978世帯 | 3,332人 |
| 計         | 3,976世帯 | 7,147人 |

### 人口の変遷
国勢調査による人口の推移。
| 年                 | 人口  |
| ------------------ | ----- |
| 1995年（平成7年）  | 5,683 |
| 2000年（平成12年） | 5,782 |
| 2005年（平成17年） | 6,071 |
| 2010年（平成22年） | 6,676 |
| 2015年（平成27年） | 7,044 |
| 2020年（令和2年）  | 7,654 |

### 世帯数の変遷
国勢調査による世帯数の推移。
| 年                 | 世帯数 |
| ------------------ | ------ |
| 1995年（平成7年）  | 2,565  |
| 2000年（平成12年） | 2,797  |
| 2005年（平成17年） | 3,135  |
| 2010年（平成22年） | 3,586  |
| 2015年（平成27年） | 3,710  |
| 2020年（令和2年）  | 4,297  |

## 学区
区立小・中学校に通う場合、学区は以下の通りとなる（2020年9月現在）。
| 丁目       | 番地                                                                                             | 小学校               | 中学校             |
| ---------- | ------------------------------------------------------------------------------------------------ | -------------------- | ------------------ |
| 向丘一丁目 | 8番12〜13号 9〜11番                                                                              | 文京区立駒本小学校   | 文京区立第六中学校 |
| 向丘一丁目 | 1〜7番 8番5・7〜8号 12〜20番                                                                     | 文京区立誠之小学校   | 文京区立第六中学校 |
| 向丘二丁目 | 1〜10番 11番1〜3・5号 13番13～21号                                                               | 文京区立誠之小学校   | 文京区立第六中学校 |
| 向丘二丁目 | 11番6〜14号、12番 13番1〜10号 14番1〜4号、9〜10号 15〜19番 20番14〜17号 23番1・17〜20号 24〜30番 | 文京区立駒本小学校   | 文京区立第六中学校 |
| 向丘二丁目 | 35～38番                                                                                         | 文京区立駒本小学校   | 文京区立文林中学校 |
| 向丘二丁目 | 39番                                                                                             | 文京区立千駄木小学校 | 文京区立文林中学校 |
| 向丘二丁目 | 14番5〜6号、20番2〜13号 21〜22番、23番2〜16号 31〜34番                                           | 文京区立汐見小学校   | 文京区立第八中学校 |

## 交通

### 鉄道
- 東京メトロ南北線：東大前駅 - 本駒込駅

町内ではないが、都営地下鉄三田線の白山駅、東京メトロ千代田線根津駅・千駄木駅も利用可能な距離にある。

### バス
- 本郷追分・向丘一丁目・向丘二丁目
  - 都営バス
    - 東43 荒川土手・江北駅前（駒込病院前・田端駅前経由）
    - 東43 東京駅丸の内北口（本郷三丁目駅前・御茶ノ水駅前経由）
    - 茶51 駒込駅南口
    - 茶51 御茶ノ水駅（本郷三丁目駅前・神田明神経由）・秋葉原駅前（本郷三丁目駅前・御茶ノ水駅前経由）
- 白山上
  - 都営バス
    - 草63 浅草寿町（西日暮里駅前・三ノ輪駅前経由）
    - 草63 池袋駅東口（巣鴨駅前・西巣鴨経由）

### 道路
- 国道17号
- 東京都道452号神田白山線（大観音通り）
- 東京都道455号本郷赤羽線（本郷通り）

## 事業所
2021年（令和3年）現在の経済センサス調査による事業所数と従業員数は以下の通りである。
| 丁目       | 事業所数  | 従業員数 |
| ---------- | --------- | -------- |
| 向丘一丁目 | 171事業所 | 1,825人  |
| 向丘二丁目 | 169事業所 | 1,346人  |
| 計         | 340事業所 | 3,171人  |

### 事業者数の変遷
経済センサスによる事業所数の推移。
| 年                 | 事業者数 |
| ------------------ | -------- |
| 2016年（平成28年） | 312      |
| 2021年（令和3年）  | 340      |

### 従業員数の変遷
経済センサスによる従業員数の推移。
| 年                 | 従業員数 |
| ------------------ | -------- |
| 2016年（平成28年） | 2,827    |
| 2021年（令和3年）  | 3,171    |

## 施設
- 文京学院大学
- 東京都立向丘高等学校
- 郁文館中学校・高等学校
- 郁文館グローバル高等学校
- 文京区立駒本小学校
- 文京区立第六中学校
- 栄松院
- 大円寺
- 光源寺
- 海蔵寺
- 西教寺
- 高林寺
- 清林寺
- 瑞泰寺
- 真浄寺

## その他

### 日本郵便
- 郵便番号 : 113-0023[3]（集配局 : 本郷郵便局[17]）。